# Alexej Valerjevič Děvotčenko
Alexej Valerjevič Děvotčenko (rusky Алексе́й Вале́рьевич Дево́тченко; 14. října 1965 Leningrad – 5. listopadu 2014 Moskva) byl sovětský a ruský divadelní i filmový herec (zasloužilý umělec Ruské federace) a politický aktivista. Byl jedním ze 34 signatářů kampaně 'Putin musí odejít'.
Byl silným kritikem Vladimira Putina a jeho režimu a dokonce se na protest proti němu vzdal státních ocenění. Také odsoudil ruskou intervenci na Ukrajině v roce 2014. Proto se po jeho smrti objevily spekulace, že byl zavražděn, ovšem provládní zdroje označily za pravděpodobný důvod smrti úder do hlavy kvůli opilosti.